# Mühlsdorf (Zülz)
Mühlsdorf, polnisch Miłowice ist eine Ortschaft in der Gemeinde Zülz (Biała) im Powiat Prudnicki (Kreis Neustadt O.S.) in der polnischen Woiwodschaft Oppeln.

## Geographie

### Geographische Lage
Das Straßendorf Mühlsdorf liegt im Süden der historischen Region Oberschlesien. Der Ort liegt etwa fünf Kilometer westlich des Gemeindesitzes Zülz, etwa neun Kilometer nördlich der Kreisstadt Prudnik und etwa 39 Kilometer südwestlich der Woiwodschaftshauptstadt Opole.
Mühlsdorf liegt in der Nizina Śląska (Schlesische Tiefebene) innerhalb der Płaskowyż Głubczycki (Leobschützer Lößhügelland).

### Nachbarorte
Nachbarorte von Mühlsdorf sind im Westen Kohlsdorf (Kolnowice), im Norden Schmitsch (Śmicz), im Osten Waschelwitz (Wasiłowice) und die Stadt Zülz, im Südosten Groß Pramsen (Prężyna) und im Südwesten Laskowiec (Haselvorwerk).

## Geschichte

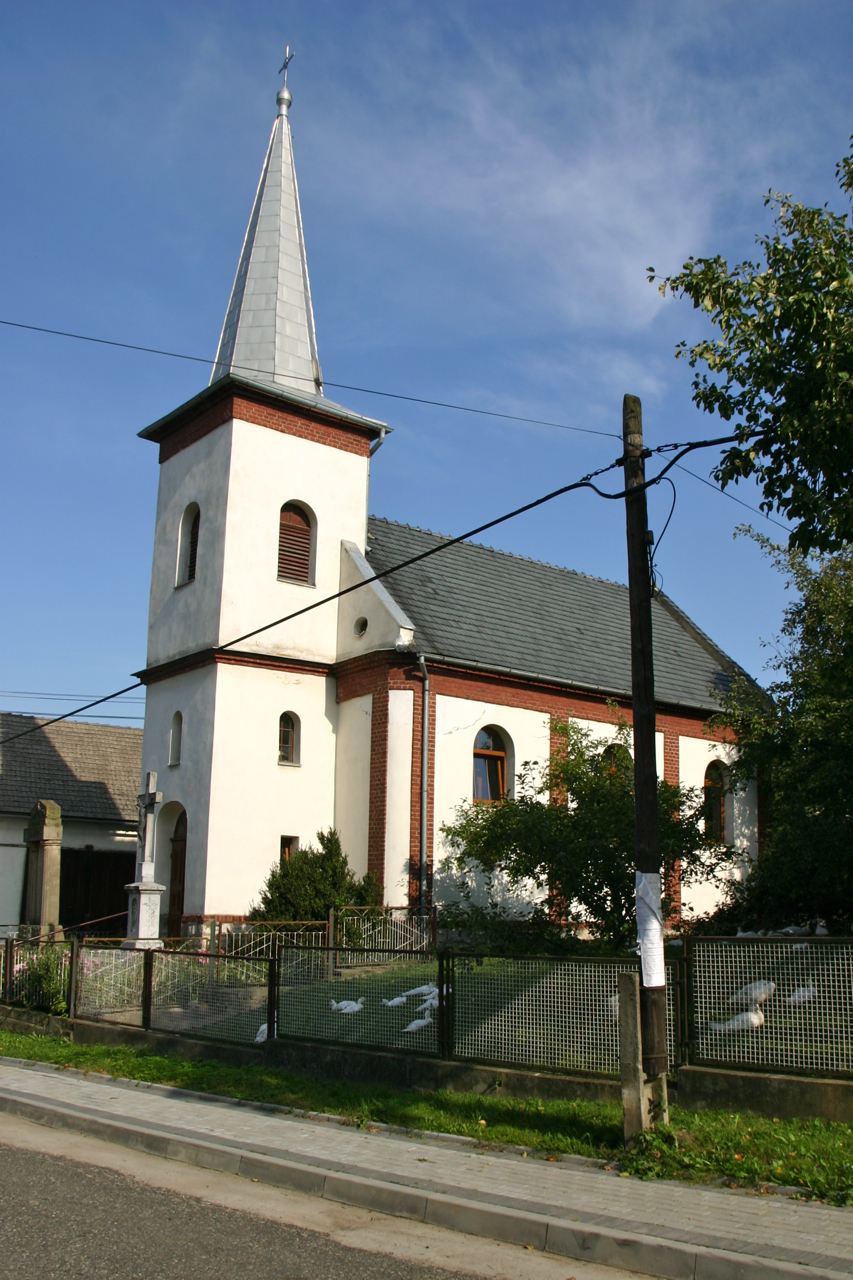
Lukaskirche

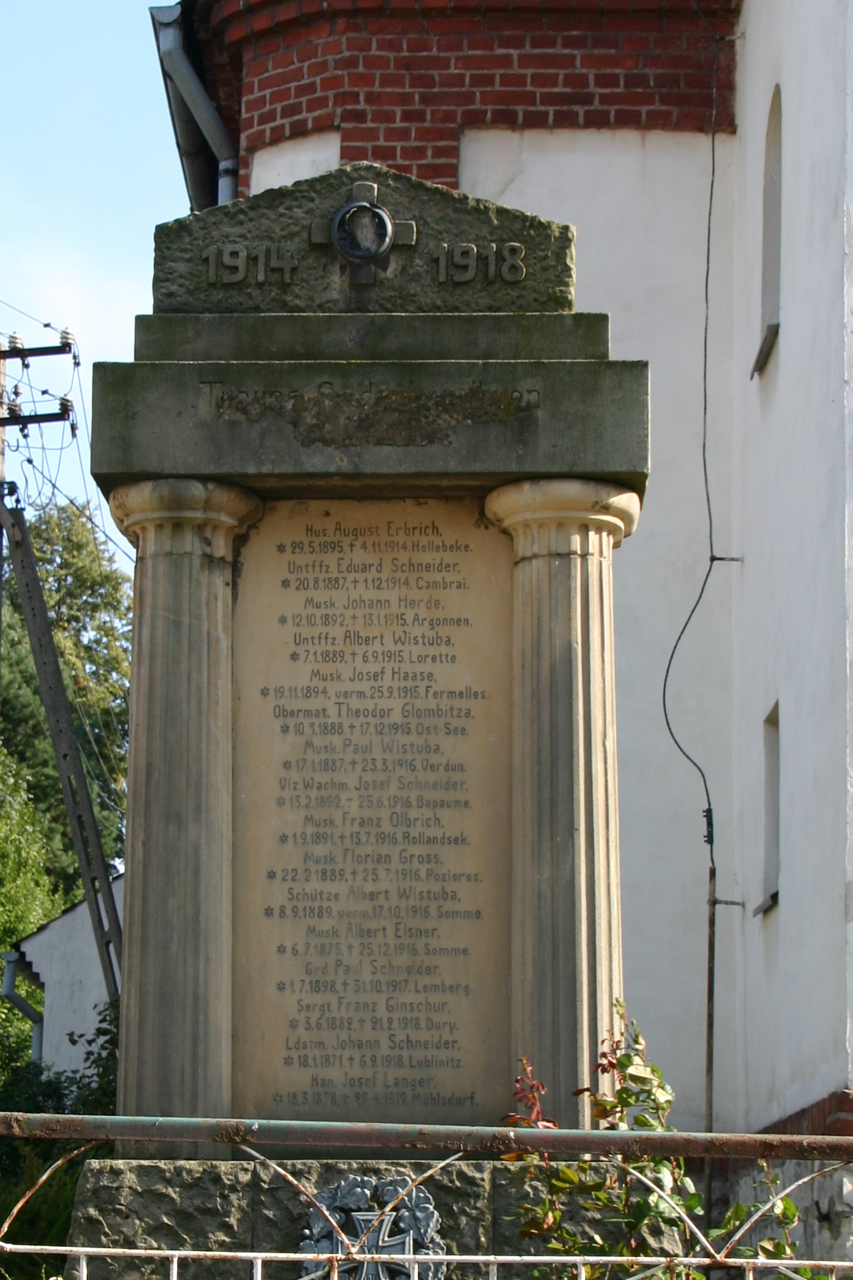
Gefallenendenkmal

Der Ort wurde 1319 erstmals urkundlich als „Milovan“ erwähnt.
Nach dem Ersten Schlesischen Krieg 1742 gelangte Mühlsdorf  mit dem größten Teil Schlesiens an Preußen.
Nach der Neuorganisation der Provinz Schlesien gehörte die Landgemeinde Mühlsdorf ab 1816 zum Landkreis Neustadt O.S. im Regierungsbezirk Oppeln. 1845 bestanden im Dorf eine katholische Schule, ein Vorwerk sowie weitere 57 Häuser. Im gleichen Jahr lebten in Mühlsdorf 364 Menschen, davon zwei evangelisch. 1855 lebten 444 in Mühlsdorf. 1865 bestanden im Ort 14 Bauern-, eine Halbbauer-, 13 Gärtnerstellen und 35 Häuslerstellen. Die katholische Schule wurde im gleichen Jahr von 70 Schülern besucht. Eingepfarrt waren die Bewohner nach Schmitsch. 1874 wurde der Amtsbezirk Schmitsch gegründet, welcher aus den Landgemeinden Kohlsdorf, Mühlsdorf, Schmitsch und den Gutsbezirken Hahnvorwerk und Haselvorwerk bestand. Erster Amtsvorsteher war der Gutsbesitzer Adolph Heinrich in Hahnvorwerk b. Kohlsdorf 1885 zählte Mühlsdorf 412 Einwohner.
Bei der Volksabstimmung in Oberschlesien am 20. März 1921 lag Mühlsdorf außerhalb des Abstimmungsgebietes. 1933 lebten im Ort 247 Einwohner. 1939 hatte Kohlsdorf 233 Einwohner. Bis 1945 befand sich der Ort im Landkreis Neustadt O.S.
1945 kam der bisher deutsche Ort unter polnische Verwaltung und wurde in Miłowice umbenannt und der Woiwodschaft Schlesien angeschlossen. 1950 kam der Ort zur Woiwodschaft Oppeln und seit 1999 gehört er zum Powiat Prudnicki. Am 6. März 2006 wurde in der Gemeinde Zülz, der Mühlsdorf angehört, Deutsch als zweite Amtssprache eingeführt. Am 24. November 2008 erhielt der Ort zusätzlich den amtlichen deutschen Ortsnamen Mühlsdorf.

## Sehenswürdigkeiten
- Die römisch-katholische Lukaskirche (poln. Kościół św. Łukasza Ewangelisty) ist eine Filialkirche der Pfarrei in Schmitsch.
- Denkmal für die Gefallenen des Ersten Weltkriegs
- Wegkreuz
- Fachwerkgebäude

## Persönlichkeiten
- Josef Joachim Menzel (1933–2020), Historiker